# Placidia (kejsarinna)
Placidia, född mellan 439 och 442, död efter år 484, var en romersk kejsarinna, gift med kejsar Olybrius.
Placidia var dotter till Valentinianus III och Eudoxia Licinia och blev gift med Olybrius 454 eller 455. Då vandalerna under Geiseric plundrade Rom 455 fördes hon med sin mor och syster som fånge av Geiseric till Afrika. Olybrius var vid denna tid i Konstantinopel. Geiserics son gifte sig med hennes ogifta syster, medan hon och hennes mor släpptes fria efter en lösesumma betalats 461 eller 462. De bosatte sig då i Konstantinopel, där hon levde i resten av sitt liv. Hon stannade där med sin dotter även efter att maken 472 blev kejsare i Rom. Hon nämns senast 484. 